# Close reading
Close reading is een vorm van literaire kritiek die zich toelegt op een minutieuze lezing van de tekst zelf, zonder gebruik te maken van biografische of andere extra-literaire informatie. Bij close reading wordt ervan uitgegaan dat geen enkel element in een literaire tekst er 'zomaar' staat: alles heeft zijn functie en de tekst vertoont een hechte samenhang in al zijn lagen.
Deze literatuurbeschouwing beleefde in de Nederlandse kritiek haar hoogtepunt in de jaren 1960, met name in het tijdschrift "Merlyn" (J.J. Oversteegen, Kees Fens en H.U. Jessurun d'Oliveira).
De zuivere close reading wordt tegenwoordig bijna niet meer beoefend. Onder invloed van de 'cultural studies' wordt literatuur weer bestudeerd als onderdeel van een historisch, maatschappelijk en cultureel netwerk.
In hoofdstuk 32 'Het teken aan de wand' in "Bericht aan de Rattenkoning" (1966) onderwerpt Harry Mulisch de tekst op het Nationaal Monument op de Amsterdamse Dam van A. Roland Holst aan een analyse die hij zelf met "close reading" betitelt. Hij verwijst daarbij naar Multatuli's "Max Havelaar" (hoofdstuk 10) "waarin Droogstoppel een analyse geeft van Heines Auf Flügeln des Gesanges". Volgens Mulisch is dit het eerste geval van "close reading" in de Nederlandse literatuur.

## Geschiedenis
De techniek van "close reading" is ouder dan het begrip. Doordat de Bijbel zeer precies werd gelezen ontstond de Bijbelkritiek. Zo ontdekte La Peyrère in de 17e eeuw bijvoorbeeld dat er twee scheppingsverhalen in de Bijbel staan.